# 圣帕泰尔讷-拉康
圣帕泰尔讷-拉康（法語：Saint-Paterne-Racan）是法国安德尔-卢瓦尔省的一个市镇，位于该省北部，属于图尔区（Tours）。该市镇总面积47.77平方公里，2009年时的人口为1697人。

## 地理
埃斯科泰河自南向北流经镇中心。

## 交通
圣帕泰尔讷-拉康站是图尔－勒芒铁路线上的一个车站，每天有多班列车前往图尔。
安德尔-卢瓦尔省省道D6线、D54线和D454线在境内交汇。

## 人口
圣帕泰尔讷-拉康人口变化图示